# Moto Union
Moto Union is een historisch merk van motorfietsen.
Het is een Tsjechisch merk dat in 1998 op de markt kwam met een sportief model met hetzelfde Taiwanese 125 cc Honda-blok dat door Jawa-Horex wordt gebruikt.